# SB DJK Rosenheim
Der Sportbund DJK Rosenheim ist ein Mehrspartensportverein in der oberbayerischen Stadt Rosenheim.

## American Football
Die Rosenheim Rebels sind die American Football Abteilung des SB DJK Rosenheim. American Football wird seit 1989 in Rosenheim gespielt.

## Eishockey
Große Erfolge feierte die ehemalige Eishockeyabteilung des Vereins, die ab 1978 nach dem Konkurs des EV Rosenheim aufgebaut wurde. 1982, 1985 und 1989 wurde sie Deutscher Meister, 1988, 1990 und 1992 Vizemeister. Nach Umbenennung der Abteilung in Starbulls Rosenheim 1994 wurde die Abteilung im Jahr 2000 ausgegliedert.

## Fußball
Die Fußballabteilung stieg 1978 in die Bayernliga auf, konnte sich dort aber nur eine Saison halten.
2011 gelang als Meister der Landesliga Süd der abermalige Aufstieg in die Bayernliga. Ein Jahr später qualifizierte sich die Mannschaft für die Relegationsspiele zur neugegründeten Regionalliga Bayern, scheiterte dort jedoch bereits in der ersten Runde an der zweiten Mannschaft des FC Augsburg. 2015 musste sie in die Landesliga Südost absteigen, 2022 stieg sie in die Bezirksliga Oberbayern Ost ab. Und schon ein Jahr später musste sie in die Kreisliga 1 im Kreis Inn/ Salzach absteigen.

## Feldhockey/Hallenhockey
Die Hockeyabteilung des SB DJK Rosenheim wurde im Januar 1954 gegründet.
Mit der Fertigstellung des Hockeyplatzes konnte ab August 1978 ein forciertes Training der Mannschaften stattfinden.
1995 Aufstieg der Herrenmannschaft in die höchste bayerische Liga, die Oberliga.
2005 Aufstieg der Damenmannschaft in die Oberliga.
2010 Aufstieg der Damenmannschaft in die Regionalliga Süd (dritthöchste Liga in Deutschland).
Siehe Hockey-Ligasystem in Deutschland.
Auch im Jugendbereich konnte der Verein in den letzten Jahren viele Erfolge erringen.

## Basketball
Die Abteilung entstand 1969, als sich die Basketballabteilung des ESV Rosenheim dem Sportbund anschloss. 
Von 1979 bis 1983 und von 1984 bis 1988 spielte der Verein in der 2. Basketball-Bundesliga.